# Tháp phòng thủ

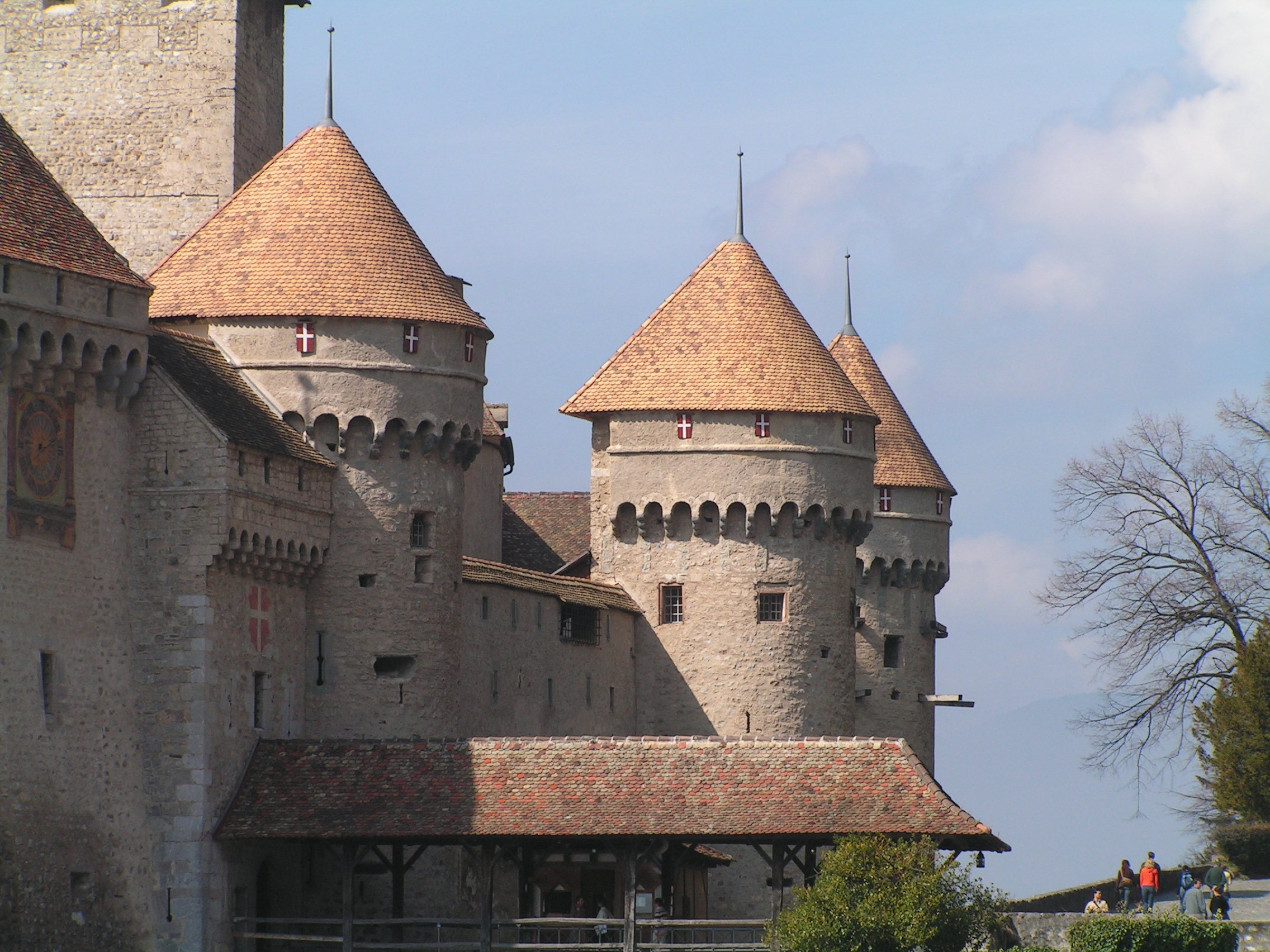
Tháp phòng thủ của một thành (Chillon, Thụy Sĩ)

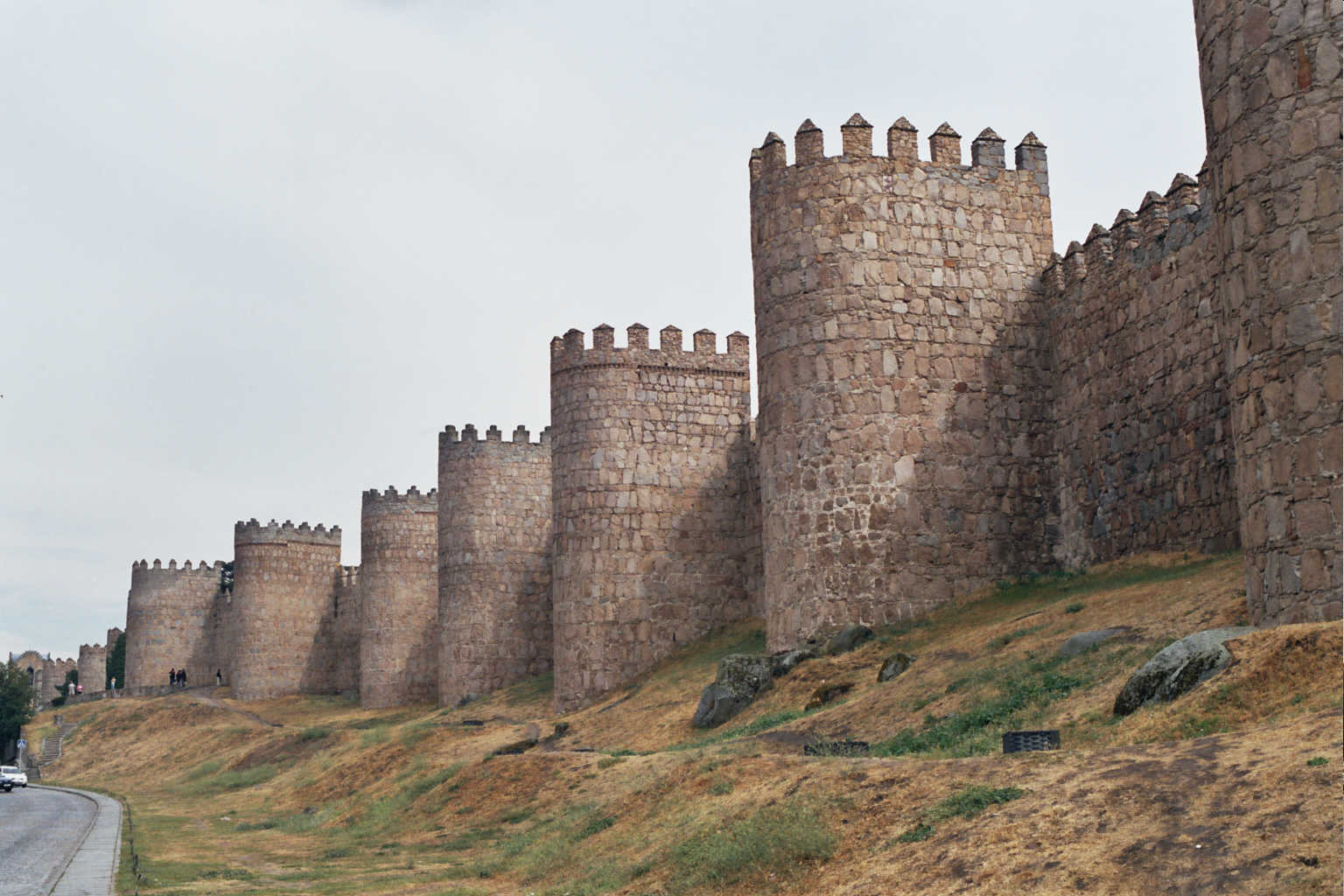
Tường thành phố được làm vững chắc thêm với tháp phòng thủ (Ávila, Tây Ban Nha)

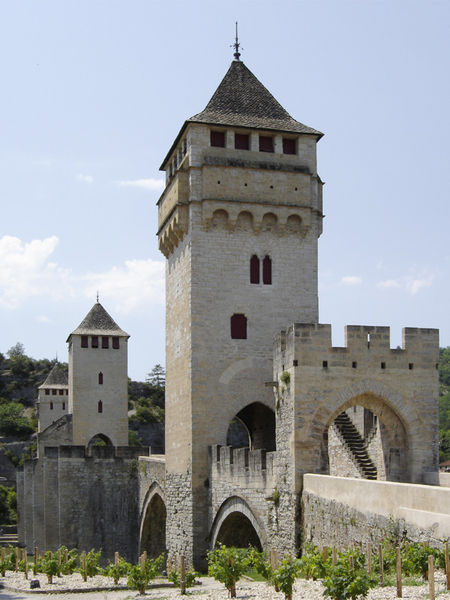
Tháp phòng thủ để bảo vệ cầu (Pont Valentré ở Cahors, Pháp)

Tháp phòng thủ là một tháp được xây để phòng thủ chống tấn công trong chiến tranh.

## Mô tả
Vào Thời cổ điển cũng như Trung cổ tháp phòng thủ được xây vì lợi thế cao hơn là vùng đất bên dưới. Đạn được phóng từ trên cao sẽ có sức tàn phá mạnh hơn. Các tên bắn từ đây cũng có hiệu quả hơn.

### Sách báo
- Hans-Klaus Pehla: Wehrturm und Bergfried im Mittelalter. Aachen 1974.